# Aleurodicus inversus
Aleurodicus inversus là một loài côn trùng cánh nửa trong họ Aleyrodidae, phân họ Aleurodicinae.
Aleurodicus inversus được Martin miêu tả khoa học đầu tiên năm 2004.